# Суперкубок Англії з футболу 1977
Суперкубок Англії з футболу 1977 — 55-й розіграш турніру. Матч відбувся 13 серпня 1977 року між чемпіоном Англії «Ліверпуль» та володарем кубка країни «Манчестер Юнайтед». Згідно з тогочасним регламентом після нічийного результату титул переможця поділил обидві команди.
| Володарі Суперкубка Англії 1977   |
| --------------------------------- |
|                                   |
| «Ліверпуль» Шостий титул          |
|                                   |
| «Манчестер Юнайтед» Восьмий титул |

## Учасники
| Клуб                | Участей | Роки (жирним виділено перемоги)                      |
| ------------------- | ------- | ---------------------------------------------------- |
| «Ліверпуль»         | 7       | 1922, 1964, 1965, 1966, 1971, 1974, 1976             |
| «Манчестер Юнайтед» | 9       | 1908, 1911, 1948, 1952, 1956, 1957, 1963, 1965, 1967 |

## Матч

### Деталі
| 13 серпня 1977 |

| «Ліверпуль» | 0–0      | «Манчестер Юнайтед» |
| ----------- | -------- | ------------------- |
|             | Протокол |                     |

| Вемблі, Лондон Глядачів: 82 000 Арбітр: Кіт Стайлз |

|  |  |

| В                |  | Рей Клеменс     |
| З                |  | Філ Ніл         |
| З                |  | Джої Джонс      |
| З                |  | Філ Томпсон     |
| З                |  | Емлін Г'юз (к)  |
| ПЗ               |  | Рей Кеннеді     |
| ПЗ               |  | Джиммі Кейс     |
| ПЗ               |  | Террі Макдермот |
| ПЗ               |  | Іан Каллаган    |
| Н                |  | Кенні Далгліш   |
| Н                |  | Девід Ферклаф   |
| Головний тренер: |  |                 |
| Боб Пейслі       |  |                 |

| В                |  | Алекс Степні     |  |           |
| З                |  | Джиммі Ніколл    |  |           |
| З                |  | Артур Олбістон   |  |           |
| З                |  | Браян Грінгофф   |  |           |
| З                |  | Мартін Бакен (к) |  |           |
| ПЗ               |  | Семмі Макілрой   |  |           |
| ПЗ               |  | Стів Коппелл     |  |           |
| ПЗ               |  | Джиммі Грінгофф  |  | Замінений |
| ПЗ               |  | Гордон Гілл      |  |           |
| Н                |  | Стюарт Пірсон    |  |           |
| Н                |  | Лу Макарі        |  |           |
| Заміна:          |  |                  |  |           |
| ПЗ               |  | Девід Маккрірі   |  | 81'       |
| Головний тренер: |  |                  |  |           |
| Дейв Секстон     |  |                  |  |           |